# قرار مجلس الأمن التابع للأمم المتحدة رقم 413
قرار مجلس الأمن التابع للأمم المتحدة رقم 413، المعتمد بالإجماع في 20 يوليو 1977، بعد النظر في طلب جمهورية فيتنام الاشتراكية للانضمام إلى عضوية الأمم المتحدة، أوصى المجلس الجمعية العامة بقبول فيتنام.